# Abihu
Abihou est le deuxième des quatre fils d'Aaron et d'Élishéba, sa femme ; frère de Nadab, Éléazar et Ithamar selon l'Exode (chap. 6 vers. 23) et  premier livre des Chroniques (chap.6 vers.3).
Ayant joui dans un premier temps des faveurs de Dieu, et de toute la nation pour les perdre ensuite. Il meurt sans descendance selon le Lévitique, pour avoir allumé un feu que Dieu n'a pas ordonné.